# Gressvik
Gressvik est une agglomération de la municipalité de Fredrikstad, dans le comté d'Østfold, en Norvège.

## Description
Elle était le centre administratif de l'ancienne municipalité d'Onsøy. La rivière nommée Seut sépare Gressvik de la ville de Fredrikstad. Gressvik, qui forme la partie sud-ouest du canton de Sarpsborg/Fredrikstad, possède une industrie variée et d'autres activités commerciales.